# Cortinarius diabolicoides
Cortinarius diabolicoides är en svampart som beskrevs av Moënne-Locc. & Reumaux 1992. Cortinarius diabolicoides ingår i släktet Cortinarius och familjen spindlingar.   Inga underarter finns listade i Catalogue of Life.